# Mount Holyoke College
Mount Holyoke College és un liberal arts college per a dones situat a South Hadley (Massachusetts, Estats Units). Va ser el primer membre de les Set Germanes (Seven Sisters) i va servir com a model per alguns dels altres college. Mount Holyoke College forma part del Consorci de les Five Colleges de Pioneer Valley, juntament amb l'Amherst College, el Smith College, el Hampshire College, i la Universitat de Massachusetts Amherst.
L'escola es va fundar el 1837 per Mary Lyon com el Mount Holyoke Female Seminary. Mary Lyon anteriorment havia fundat el Seminari Femení de Wheaton (ara Wheaton College) a Norton, Massachusetts el 1834.
Els edificis de Mount Holyoke van ser dissenyats entre 1896 i 1960. Al campus hi ha un camp de golf de 18 forats dissenyat per Donald Ross, The Orchards, que va ser la seu del Open Femení de Golf del 2004. Al ranking de 2015 publicat per U.S. News & World Report se situa al Mount Holyoke College en el lloc 41é de la llista dels millors "liberal arts college" dels Estats Units. El curs 2011–2012, Mont Holyoke va estar entre les cinc universitats de grau (colleges) que més becaris Fulbright van produir, segons el Chronicle of Higher Education.

## Història

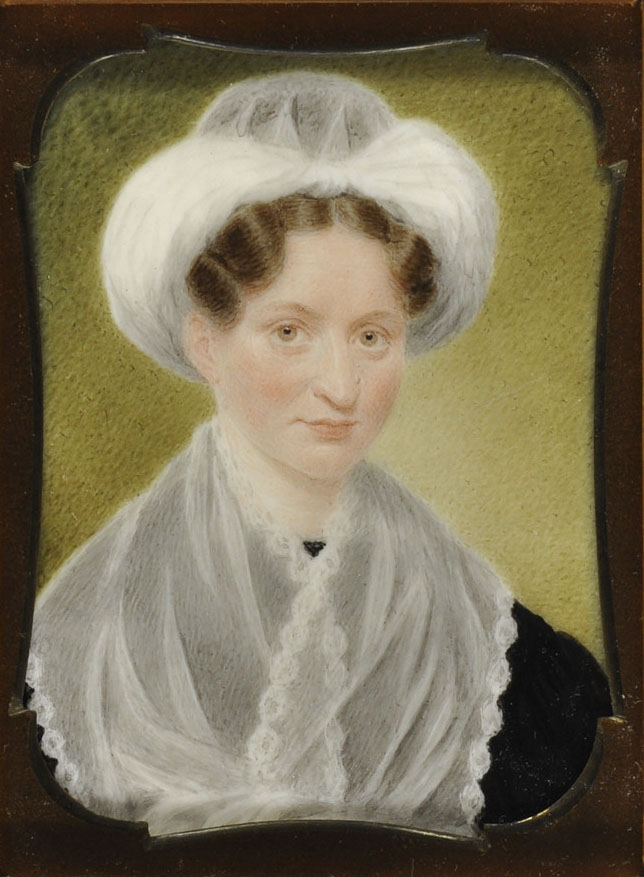
Mary Lyon miniatura d'ivori

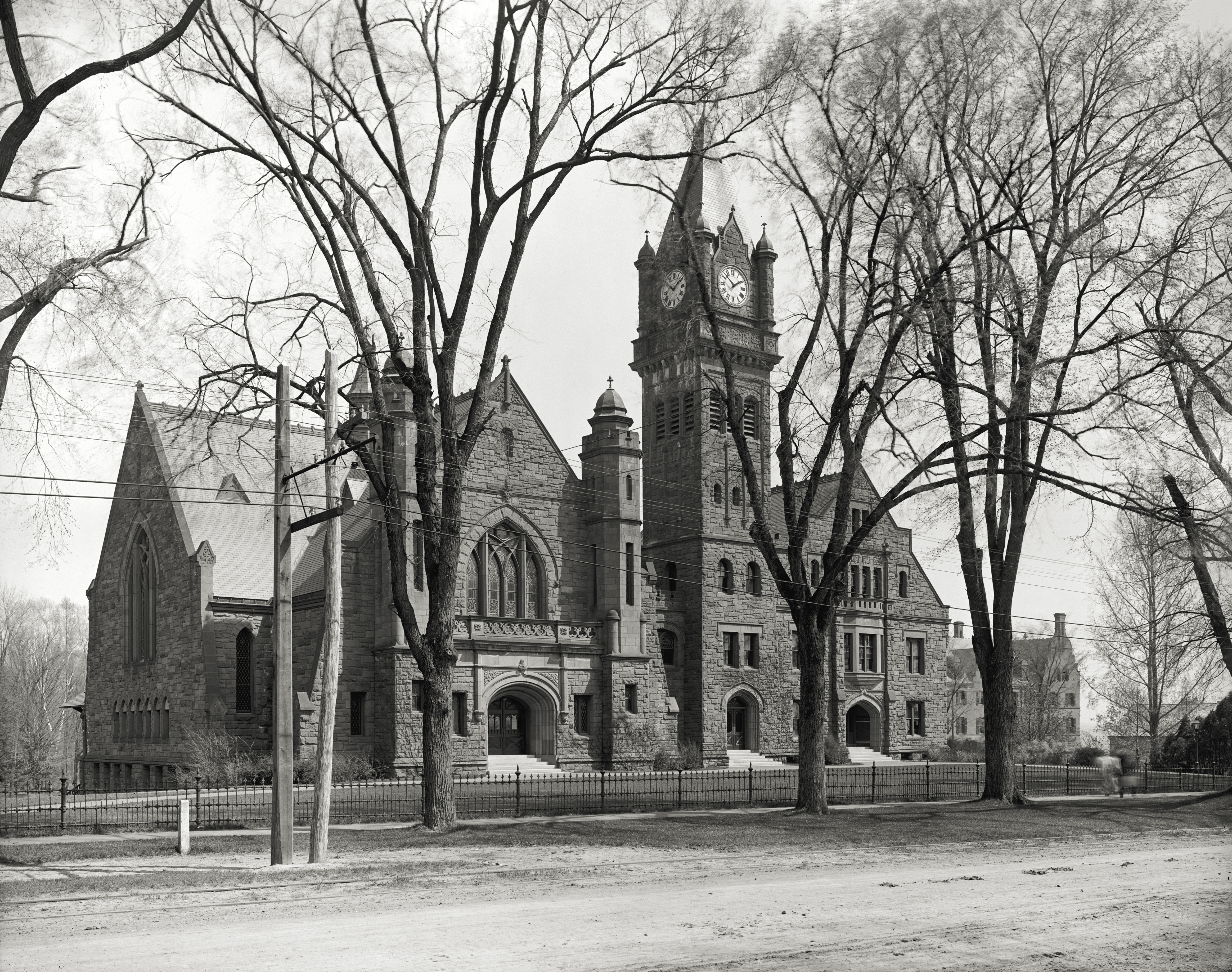
Mary Lyon Hall, Mount Holyoke College, South Hadley, Massachusetts, cap al 1908

La fundadora de Mount Holyoke, Mary Lyon, és considerada per molts investigadors com una innovadora en l'àrea de l'educació de les dones. La seva creació del Mount Holyoke Female Seminary va ser part d'un moviment molt important per crear institucions d'educació superior per a dones joves durant la primera meitat del segle xix. Les contemporànies de Lyon van ser Sarah Pierce (Litchfield Female Academy, 1792); Catharine Beecher (Hartford Female Seminary, 1823); Zilpah P. Grant Banister (Ipswich Female Seminary, 1828); George Washington Doane (St. Mary's Hall, 1837 ara anomenada Doane Academy). El Mount Holyoke Female Seminary va obrir les portes a les estudiants el 8 de novembre de 1837. Tant el Vassar College com el Wellesley College es van establir després del Mont Holyoke.
Des de la seva fundació el 1837, el Mount Holyoke Female Seminary no tenia cap filiació religiosa. Tanmateix, les estudiants eren requerides per assistir a serveis religiosos, xerrades, reunions d'oració, i grups d'estudi de la Bíblia. Cada dormitori disposava d'una mena d'armaris privats per proporcionar intimitat a les estudiants en les seves oracions.
El Mount Holyoke Female Seminary va rebre el seu collegiate charter el 1888, esdevenint Mount Holyoke Seminary and College. El 1893 va passar a ser el Mount Holyoke College.
El 28 de febrer de 1987 el Servei Postal dels Estats Units va emetre un segell de correus, dins de la sèrie dedicada a americans il·lustres, que presenta Mary Lyon amb motiu del 150è aniversari del Mount Holyoke.
El 2 de setembre de 2014, la Rectora Lynn Pasquerella va anunciar una nova política d'admissió per permetre l'accés de dones trans així com d'estudiants amb identitat de gènere no binaria.

## Estudiants
Mount Holyoke College té una població de 2.300 estudiants que provenen de 48 estats i gairebé 70 països. Dos terços de les estudiants són americanes de raça blanca; un terç són un estudiants internacionals o afroamericanes, asiaticoamericanes, llatines, natives americanes, o multiracials. El 36% de les estudiants que ingressen el primer curs formaven part del 5% millor a les seves respectives escoles de secundària. Mount Holyoke també atreu un gran nombre d'estudiants internacionals.